# Шевченко, Фёдор Данилович
Федор Данилович Шевченко (3 октября 1920, Черкассы — 8 апреля 2002) — советский химик, доктор химических наук, профессор.

## Биография
Родился в Черкассах. 
В 1922 году переехал в Киев. 
В 1938 году с отличием окончил Киевскую среднюю школу № 80 и поступил на химический факультет Киевского университета. Участник Великой Отечественной войны.
В 1944 году демобилизовался как инвалид войны второй группы и продолжил обучение на химическом факультете Киевского университета.
По окончании обучения по кафедре неорганической химии 1946 года поступил в аспирантуру и под руководством профессора Якова Фиалкова подготовил кандидатскую диссертацию в области комплексных полигалогенидов, которую защитил в 1951 году.
Педагогическую деятельность начал с 1946 года — сначала как ассистент, затем — доцент кафедры неорганической химии Киевского университета. 
В 1953—1958 годах был деканом химического факультета. 
После создания кафедры химии редких элементов перешел работать на эту кафедру.
В апреле 1970 года защитил докторскую диссертацию «Эфиры амидофосфорной кислоты как экстракционные реагенты».